# Coublanc, Haute-Marne
Coublanc là một xã thuộc tỉnh Haute-Marne trong vùng Grand Est đông bắc nước Pháp.